# KK Studentski centar
KK Studentski centar, iz sponzorskih razloga znan kao SC Derby, muški je košarkaški klub sa sjedištem u Podgorici. Klub se trenutno natječe u Crnogorskoj košarkaškoj ligi i ABA ligi.
Studentski centar je u svojoj povijesti jedan put osvoijo Drugu ABA  ligu (2021.) i jedan put Superkup ABA lige (2023.).

## Povijest
Klub je osnovan 1997. godine u Podgorici, tada u sastavu SR Jugoslavije. Osnivač kluba je Studentski dom Podgorica.
Klub je 2015. godine ušao u Crnogorsku košarkašku ligu za sezonu 2015./16. Godine 2020. klub ulazi u Drugu ABA ligu za sezonu 2020./21.
Dana 31. kolovoza 2021. klub je objavio promjenu imena u SC Derby zbog sponzorskih razloga.
Studentski centar je 20. rujna 2023. osvojio Superkup ABA lige nakon  pobjede nad Partizanom u finalu. Pobjednika utakmice odlučio je Borna Kapusta zabivši koš 4,6 sekundi do kraja utakmice.

## Treneri
- Slavenko Rakočević (2012. – 2014.)
- Ljubiša Gojšina (2014. – 2016.)
- Slavenko Rakočević (2016. – 2017.)
- Stefan Klikovac (2017. – 2019.)
- Nenad Trajković (2019. – 2021.)
- Andrej Žakelj (2021. – 2023.)
- Dejan Jakara (2023. – danas)

## Trofeji
- Superkup ABA lige
  - Pobjednik: (1) 2023.
- Prva A Liga
  - Finalist: (1) 2022./23.
- Druga ABA liga
  - Pobjednik: (1) 2020./21.